# Taeniophila
Taeniophila là một chi bướm đêm thuộc họ Geometridae.